# Иван Чоловић
Иван Чоловић (Београд, 1938) српски је етнолог-антрополог и борац за људска права. Посебно се бави изучавањем политичких митова.

## Биографија
Иван Чоловић, рођен 1938. у Београду. На Филолошком факултету у Београду дипломирао је општу књижевност (1961) и магистрирао романистику (1972). На Филозофском факултету у Београду докторирао је етнологију 1983. године.
Оснивач је и уредник (1971), а од 1988. и издавач серије књига Библиотека XX век, у који је досад објављено 170 наслова из области етнологије, антропологије и сродних дисциплина.
Добитник је Хердерове награде за 2000. годину и награде Константин Обрадовић за 2005. Године 2001. одликован је француским орденом витеза Легије части. Године 2010. додељена му је титула почасног доктора, хонорис цауса Варшавског универзитета. 2012. добитник је медаље Константин Јиричек.
Неке од његових књига преведене су на немачки, енглески, француски, италијански, пољски, македонски и грчки језик.

## Одабрана дела
- “Дивља књижевност. Етнолингвистичко проучавање паралитературе” (1985). Čolović, Ivan (2000). Divlja književnost: Etnolingvističko proučavanje paraliterature. Nolit. ISBN 978-86-81493-88-5.
- “Бордел ратника. Фолклор, политика и рат” (1993, 1994, 2000). Čolović, Ivan (2008). Bordel ratnika: Folklor, politika i rat. I. Čolović. ISBN 978-86-81493-13-7.
- “Политика симбола. Огледи о политичкој антропологији” (1997). Čolović, Ivan (2000). Politika simbola: Ogledi o političkoj antropologiji. Biblioteka XX vek. ISBN 978-86-81493-69-4.
- “Кад кажем новине” (1999, 2004)
- “Етно. Приче о музици света на Интернету” (2006)
- “Балкан - терор културе. Огледи о политичкој антропологији, 2” . Čolović, Ivan (2008). Balkan - teror kulture: Razprave o politični antropologiji 2. Znanstvena založba Filozofske fakultete. ISBN 978-961-237-745-8.
- “Зид је мртав, живели зидови! Пад Берлинског зида и распад Југославије” . Čolović, Ivan (2009). Zid je mrtav, živeli zidovi!: Pad Berlinskog zida i raspad Jugoslavije. Biblioteka XX vek. ISBN 978-86-7562-077-8.
- “За њима смо ишли певајући. Јунаци деведесетих” (2011)
- “Растанак с идентитетом. Огледи о политичкој антропологији, 3” . Čolović, Ivan (2014). Rastanak s identitetom: Ogledi o političkoj antropologiji, 3. Biblioteka XX vek. ISBN 978-86-7562-121-8.
- “Смрт на Косову пољу. Историја косовског мита” . Čolović, Ivan (2016). SMRT na Kosovu polju: Istorija kosovskog mita. Biblioteka XX vek. ISBN 978-86-7562-132-4.